# Luzonogryllus annulipes
Luzonogryllus annulipes is een rechtvleugelig insect uit de familie krekels (Gryllidae). De wetenschappelijke naam van deze soort is voor het eerst geldig gepubliceerd in 1889 door Bolívar.